# Tabularium
A la Roma antiga, un tabularium (pl. tabularia) era un arxiu on es classificaven i conservaven documents, podia tractar-se d'actes públiques o privades on hi havia sobretot comptes.

## Personal
Entre el personal que hi treballava, trobem d'una banda els tabularii, que s'encarregaven del balanç de pagaments i deutes. Aquests eren dirigits per un praepositus tabulariorum que solia ser un llibert imperial, i llurs subalterns: adiutores tabulariorum, custodes tabulariorum, etc que solien ser esclaus imperials, sobretot durant el segle i, tot i que ja al s. II es documenten adiutores lliberts. D'altra banda trobem personal més especialitzat, com els a commentariis amb tasques més aviat arxivístiques i que també tenien els seus propis adiutores.

## Exemples detabularia
El tabularium més important que es conserva és el tabulàrium de Roma, però n'hi va haver molts d'altres, alguns a la mateixa Roma. També n'hi havia de provincials -en estreta relació amb l'administració de la propietat imperial-, com els de Cartago o el de Tarraco, o bé de municipals, anomenats tabularia ciuitatis.

## Mecànica de funcionament
La informació que prèviament arribava escrita en taules de fusta (tabulae), es numeraven i s'ajuntaven per formar codex, reculls de textos legals que es classificaven cronològicament i dels quals es feia una còpia en papir certificada per set testimonis i se'ls arxivava amb un llom de fusta per facilitar la seva manipulació. Els documents es podien consultar però no emportar, llevat d'alguns casos si ho autoritzava la persona responsable.